# Detlef Zabel
Detlef Zabel (* 12. Februar 1933 in Berlin) ist ein ehemaliger deutscher Radrennfahrer.

## Sportliche Laufbahn
Im Jahre 1948 – mit 15 Jahren – trat Detlef Zabel in die Sportgemeinschaft SG Derby Pankow ein. Im Jahre 1950 gewann Detlef Zabel als Jugendfahrer das allererste Rennen, das bei den Berliner Winterbahnrennen ausgetragen wurde. 1951 und 1953 wurde er mit seiner Mannschaft Studentenweltmeister. Von 1951 bis 1957 gehörte er der DDR-Nationalmannschaft der Straßenfahrer an. Die Aufgabe des Allrounders war hauptsächlich die Unterstützung des DDR-Stars Gustav-Adolf Schur. 1955 startete er bei der Internationalen Friedensfahrt und belegte in der Gesamtwertung Rang neun, während Schur gewann. Schur und Zabel fuhren Rennräder der Marke Diamant. Als Preis für seine Leistung erhielt Zabel ein Akkordeon (gestiftet von der IG Nahrung, Genuss, Gaststätten Zwickau), das er 2007 dem Radsportmuseum Course de la Paix in Kleinmühlingen bei dessen Eröffnung überreichte. Seine beste Platzierung in einem bedeutenden nationalen Rennen hatte er 1954, als er hinter Schur Zweiter der DDR-Meisterschaft im Straßenrennen wurde.

## Familiäres
Detlef Zabel ist der Vater von Erik Zabel und Großvater von Rick Zabel, beide ebenfalls Radrennfahrer.

## Berufliches
Zabel hat eine Ausbildung zum Schlosser absolviert und war zunächst in einem Druckereiunternehmen in Leipzig angestellt. Während dieser Zeit startete er für den Verein BSG Rotation Leipzig.

## Trivia
Zabel wurde Mitte der 1950er Jahre ausgiebig von der Sportmedizin in der DDR untersucht, da er über ein überdurchschnittlich großes Herz verfügte. Mehrere Wissenschaftler äußerten sich an seinem Beispiel zur Thematik „Sportlerherz“.